# Nasdas
Nasdas, de son vrai nom Nasser Sari, né le 3 juin 1996 à Perpignan, est un influenceur franco-algérien. Il est connu pour ses publications sur Snapchat, où il est « l'influenceur numéro 1 en France ».
Il fait notamment parler de lui par ses vidéos tournées à Perpignan et en dévoilant ses coordonnées bancaires sur les réseaux sociaux.
Il est connu pour redistribuer ses revenus à son quartier, ce qui lui vaut le surnom honorifique de « Robin des bois digital »,.

## Biographie

### Enfance et formation
Nasser Sari naît le 3 juin 1996 à Perpignan, dans le quartier Saint-Jacques, d'une famille d'origine algérienne. Adolescent, il fréquente le lycée Lurçat. Orphelin de père, il grandit avec sa mère, ouvrière, au sein d'une fratrie de cinq enfants dans le quartier 4B de Bétiru, sa famille y réside toujours,.
Après l'obtention de son baccalauréat, il étudie le droit pendant un an, puis enchaîne les petits boulots, travaillant dans une saladerie à Torreilles, comme gendarme adjoint volontaire dans l'Isère, puis comme gardien d'immeuble en HLM,.

### Collectif des 12 de Saint-Jacques
Il a fait partie du collectif des « 12 de Saint-Jacques », leur objectif, empêcher les bulldozers envoyés par la mairie de détruire les bâtiments insalubres du quartier. Après s'être engagé dans le collectif, il travaille en tant que gardien d'immeuble pour l'office des HLM.

### Activités sur Snapchat (Depuis 2018)
Nasdas se fait connaître sur Snapchat à partir de 2018 en filmant le quotidien du quartier Saint-Jacques, où il expose la vie des habitants de manière humoristique. Il gagne en popularité en montrant la « chienneté », c'est-à-dire la vie de quartier, et reverse une partie de l'argent gagné grâce à ses vidéos aux habitants,. Sa première vidéo devenue virale le montre en train d'infliger une gifle à l'un de ses amis, ce qui contribue à son ascension rapide sur le réseau social,.
L'influenceur évolue aux côtés de sa « Team Nasdas », un groupe de proches qui l'accompagnent dans ses vidéos. En plus de distribuer des liasses de billets dans les rues, Nasdas lance également des initiatives pour lutter contre le décrochage scolaire et l'analphabétisme,. Devenu l'influenceur français le plus suivi sur Snapchat, il attire de nombreux fans qui se déplacent à Perpignan pour le rencontrer.
Nasdas se démarque également en partageant les détails de sa carte bancaire avec ses abonnés, ajoutant à sa réputation d'influenceur généreux,,.
En 2025, bien que restant un « illustre inconnu » du grand public, ses contenus sont visionnés des centaines de milliers de fois tous les jours sur Snapchat, application principalement utilisée par les 15-24 ans. Selon Le Figaro, ses vidéos montrent une « contre-culture » affichant notamment des « femmes humiliées » ou encore de la « discrimination anti-blanc ».

## Accusations et polémiques

### Accusations d'Abdel Soulax: l'origine de sa fortune en tant qu'OPJ (2023)
En juillet 2023, Abdel Soulax accuse Nasdas, d'avoir été gendarme et d'avoir obtenu l'argent qu'il distribue dans son quartier par des moyens illégaux. Selon Abdel Soulax, Nasdas aurait travaillé en tant qu'officier de police judiciaire à la caserne de l'Isère pendant deux ans, utilisant l'argent saisi lors de perquisitions pour financer ses dons. Il accuse Nasdas d'avoir arrêté de nombreux braqueurs et voleurs du département, distribuant aujourd'hui cet argent. À ce jour, Nasdas n'a pas encore répondu publiquement à ces accusations,.

### Accusation d'arnaque bancaire par Booba (2024)
En juin 2024, Nasdas lance un jeu concours où il indique offrir 100 000 € en partenariat avec la néo-banque Laymoon en partageant sa carte bancaire avec ses abonnés. Booba accuse alors Nasdas d'arnaque bancaire après avoir demandé l'ouverture d'un compte en ligne avec des frais sur 24 mois pour pouvoir participer au concours. Booba critique cette démarche comme une manipulation des fans, ce qui suscite une vive réaction du public.
La néo-banque Laymoon réplique en publiant publiquement le règlement du jeu concours[source secondaire souhaitée] puis se retire de la collaboration[source secondaire souhaitée]. Contacté par le collectif AVI, Nasdas se défend au travers d’une intervention de deux heures dans laquelle il évoque ses intentions qui selon lui sont honnêtes, mais la polémique relance le débat sur l'éthique des influenceurs et la nécessité d'une réglementation plus stricte.

## Revenus
En avril 2024, Nasdas révèle qu'il touche « entre 7 000 dollars minimum et le maximum […] 41 000 dollars » par jour grâce à son activité sur Snapchat. Il affirme qu'il redistribue la majorité de ses revenus aux habitants de son quartier,.

## Discographie
- 2022 : Graya - Danse de la chienneté (sur l'album Réincarnation)[18]